# Hochdorf (Esslingeni járás)
Hochdorf település Németországban, azon belül Baden-Württembergben. Lakosainak száma 5054 fő (2023. december 31.). Hochdorf Notzingen, Wernau, Reichenbach an der Fils és Ebersbach an der Fils községekkel határos.

## Népesség
A település népessége az elmúlt években az alábbi módon változott:
| Lakosok száma | 2458 | 3137 | 3720 | 4036 | 4151 | 4460 | 4720 | 4695 | 4644 | 5054 |
|               | 1961 | 1967 | 1974 | 1980 | 1987 | 1993 | 2000 | 2006 | 2013 | 2023 |